# 天津半工半读工科师范学院
天津半工半读工科师范学院，成立于1965年3月，是一所培养职业学校专业教师的师范学院，由天津市教育局主管，文革期间停办。
1964年7月，刘少奇在天津视察时对半工半读教育作出指示，1965年3月，因应刘少奇指示精神天津市成立了天津半工半读工科师范学院，旨在培养职业学校专业教师。学院建有机械、化工、电机、无线电4个系，分别建在天津磨床厂、天津有机合成化工厂、天津新安电机厂、天津渤海无线电厂，采用半工半读的方式进行教学。1970年，天津市革委会决定，天津半工半读师范学院停办，人员并入南开大学。